# Frontera entre Sudán del Sur y la República Centroafricana
La frontera entre la República Centroafricana y la República de Sudán del Sur es el límite que separa ambos países. Tiene 682 km de longitud. Hasta 2011 (el año de la independencia del Sudán del Sur) formaba parte de la frontera entre la República Centroafricana y la República de Sudán.

## Formación
La República Centroafricana era la antigua colonia francesa de Ubangui-Chari (1905), que fue juntada en Gabón y el Congo, formando el África Ecuatorial Francesa en 1910. En 1960 se convirtió en un estado independiente. Por su parte, el Sudán del Sur formó parte del antiguo Sudán Angloegipcio y desde 1958 formó parte del antiguo Sudán hasta que en 2011 se independizó.